# Lepidochrysops braueri
Lepidochrysops braueri is een vlinder uit de familie van de Lycaenidae. De wetenschappelijke naam van de soort is voor het eerst geldig gepubliceerd in 1966 door Dickson.